# Gerard Deulofeu i Lázaro
Gerard Deulofeu Lázaro (Riudarenes, 13 de març de 1994), conegut esportivament com a Deulofeu, és un futbolista català que juga en la posició d'extrem a l'Udinese Calcio. És internacional amb la selecció catalana i ha estat internacional amb la selecció espanyola sub-19.
Va jugar al segon equip del Barcelona i va arribar a debutar amb el primer equip del Futbol Club Barcelona, abans d'anar a jugar com a cedit a l'Everton FC de la Premier League. El dia 19 de maig de 2014 es va decidir la seva reincorporació al primer equip del Futbol Club Barcelona, però a l'agost d'aquell mateix any va tornar a ser cedit al Sevilla FC. Després de passar per l'AC Milan italià, retornà al FC Barcelona l'estiu de 2017. Posteriorment ha jugat al Watford FC i a l'Udinese.

## Carrera esportiva
La posició de Gerard Deulofeu en el camp és d'extrem, lloc que aprofita per encarar els seus defensors i anar-se'n per velocitat. Ha estat internacional en totes les categories inferiors de Catalunya i de la selecció espanyola fins a la sub 19. La seva primera convocatòria amb el primer equip del FC Barcelona, encara en edat juvenil, va ser el 29 d'abril del 2011 per al partit entre la Reial Sociedad i el FC Barcelona de la jornada 34a. El 3 de maig de 2011 va ser convocat pel primer equip del FC Barcelona per al partit de tornada de la semifinal de la Lliga de Campions contra el Reial Madrid CF. Encara que no va jugar. El dia 29 d'octubre de 2011 Josep Guardiola el va fer debutar amb el primer equip del Futbol Club Barcelona, en un partit contra el Reial Mallorca, en què va substituir David Villa al minut 63, quan el resultat era de 4 a 0 a favor del Barça. El 5 de desembre de 2012, va debutar a la UEFA Champions League contra el Benfica; va sortir el minut 78 per Cristian Tello. El juliol de 2013 el FC Barcelona el va cedir per un any, sense opció de compra, a l'Everton FC anglès.
El 19 de maig de 2014 el FC Barcelona va anunciar el retorn de Deulofeu al primer equip, després d'haver passat una temporada a l'Everton, equip amb el qual va jugar 29 partits i va marcar 4 gols. Posteriorment, el seleccionador espanyol Vicente del Bosque va decidir de convocar-lo, a prova, per la selecció espanyola que preparava la seva participació en el Mundial del Brasil. El partit contra El Salvador, va disputar uns 15 minuts de joc. I va estar-hi present en el gol de Fernando Torres, resultat final 2-0.
El 14 d'agost de 2014 el FC Barcelona va anunciar la cessió del jugador per un any al Sevilla FC. El 19 de setembre de 2014 va debutar amb els sevillans a l'Europa League, amb una actuació molt destacada en la qual va donar les dues assistències de gol en la victòria del seu equip per 2 a 0 contra el Feyenoord. El 24 de setembre va marcar el seu primer gol amb la samarreta del Sevilla FC, contra la Reial Societat.
El juny de 2015, acabada la cessió al Sevilla FC, fou traspassat a l'Everton FC per 6 milions d'euros. Amb contracte amb l'Everton fins al juny de 2018, fou cedit a l'AC Milan des del 23 de gener de 2017 fins a final de temporada.
El 30 de juny de 2017 fou repescat pel FC Barcelona, que va activar la clàusula de recompra que tenia sobre el jugador, per dotze milions d'euros, i li va fixar una clàusula de rescissió de 20 milions. El seu primer gol a la nova etapa amb el Barça fou el primer del partit en una victòria per 2-0 contra el Màlaga CF a La Liga.
Després que no hagués aconseguit consolidar-se a l'equip, i de només una convocatòria en els darrers 13 partits, el 29 de gener de 2018 es va anunciar que Deulofeu anava cedit al Watford FC, a petició expressa del seu entrenador Javi Gracia, fins a final de temporada. El Barça hagués pogut rebre un milió d'euros en variables per la cessió, en cas que el Watford acabés entre els deu primers classificats a la Premier League.
L'11 de juliol de 2018 fou traspassat al Watford FC, on va estar cedit durant la segona part de la temporada, per 13 milions d'euros fixos, més 4 milions d'euros en variables.
El 22 de febrer de 2019, Deulofeu va ser el primer futbolista del Watford en marcar un hat-trick a la Premier League, quan va fer tres gols en una victòria per 5–1 contra el Cardiff City FC.

## Internacional
Internacional amb la selecció catalana, el maig de 2022 Gerard López el va convocar per disputar el partit Catalunya – Jamaica a Montilivi, una victòria per 6-0 en què Deulofeu fou titular i va fer un hat-trick de gols.

## Palmarès

### Club
Barcelona
Lliga (1): 2012–13
Sevilla
Lliga Europa de la UEFA (1): 2014-15

### Campionats juvenils
| Títol                                          | Club                   | País      | Any  |
| ---------------------------------------------- | ---------------------- | --------- | ---- |
| Juvenil Divisió d'Honor                        | FC Barcelona Juvenil A | Catalunya | 2011 |
| Copa de Campions de la Lliga juvenil de futbol | FC Barcelona Juvenil A | Catalunya | 2011 |
| Copa del Rei Juvenil de futbol                 | FC Barcelona Juvenil A | Catalunya | 2011 |